# Ròtula (os)
La ròtula, popularment cassoleta (del genoll), copa, copella, copina o coquilla del genoll i també anomenada patel·la (del llatí patella) en la nomenclatura tècnica, és un os sesamoïdal de l'articulació del genoll que es troba intercalat en el trajecte del tendó del múscul quàdriceps femoral, anomenat lligament rotular, entre la ròtula i la tíbia. La ròtula té tres funcions principals:
- Redueix la fricció entre el tendó i l'os gràcies al seu revestiment cartilaginós.
- Guia el tendó (juntament amb els lligaments de subjecció) i evita el seu desplaçament lateral.
- Separa el tendó del pla de suport (la tíbia), amb augment del seu moment de rotació.

## Patologia traumàtica
- Luxació de ròtula
- Fractura de ròtula